# ATC kód R07
ATC kód R07 Jiná léčiva respiračního systému je hlavní terapeutická skupina anatomické skupiny R. Dýchací ústrojí.

## R07A Jiná léčiva respiračního systému

### R07AA Plicní surfaktanty
R07AA02 Přirozené fosfolipidy
R07AA30 Plicní surfaktanty - kombinace

### R07AX Jiná léčiva respiračního systému
R07AX01 Oxid dusný

## Poznámka
- Registrované léčivé přípravky na území České republiky.
- Informační zdroj: Státní ústav pro kontrolu léčiv, Všeobecná zdravotní pojišťovna.